# أوروبا (عملة)

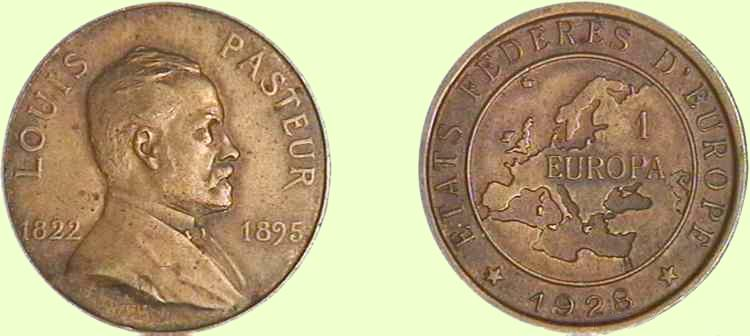
عملة أوروبا واحدة

أوروبا عملة معدنية رمزية أنشأها Joseph Archer [الإنجليزية] عام 1928 وهو سياسي وصناعي من منطقة نيفر في فرنسا. تمت ترقية العملة بواسطة Philibert Besson [الإنجليزية] ، النائب المنتخب عن لوار العليا الذي كان، إلى جانب آرتشر، شخصية مهمة في الحركة الفيدرالية الأوروبية المبكرة. تم سك النقود المعدنية باسم «دول أوروبا الموحدة» الافتراضية (États Fédérés d'Europe). على عكس العملات المعاصرة التي كانت تعتمد على معيار الذهب، كان القصد من هذه العملة أن يستمد قيمته الافتراضية من العمالة.
لم يتم تداول العملة مطلقًا إلا بشكل غير رسمي بين الفيدراليين في منطقة نيفر. تم إنتاج طائفتين، كلاهما يصوران لويس باستور وخريطة لأوروبا على الوجهين المعاكس والعاكس على التوالي: واحد بقيمة 1 أوروبا والآخر في 1/10 من أوروبا.

## روابط خارجية
- جوزيف آرتشر imaginait l'Europe avant tout le monde في Le Journal de Saône-et-Loire